# Liga Nacional de Guatemala 1970-71
La Liga Nacional de Guatemala 1970/71 es el décimo noveno torneo de Liga de fútbol de Guatemala. El campeón del torneo fue el Comunicaciones, consiguiendo su quinto título de liga.

## Formato
El formato del torneo era de todos contra todos a dos vueltas, donde los primeros ocho equipos clasificaban a una octogonal para disputar el título, los dos últimos lugares de la fase de clasificación definían el descenso; el ganador de la hexagonal era el campeón, En caso de empate por puntos se realizaría una serie extra de dos partidos a visita recíproca para determinar quien era el campeón.  Los equipos que no ocuparan los dos primeros lugares de la hexagonal por la permanencia (hexagonal incluía los cuatro primeros lugares de la liga de ascenso), descenderían a la categoría inmediata inferior.
Por ganar el partido se otorgaban 2 puntos, si era empate era un punto, por perder el partido no se otorgaban puntos.

## Equipos participantes
| Club                   | Ciudad              | Departamento   |
| ---------------------- | ------------------- | -------------- |
| América de Salcajá     | Quetzaltenango      | Quetzaltenango |
| Aurora                 | Ciudad de Guatemala | Guatemala      |
| Cementos Novella       | Ciudad de Guatemala | Guatemala      |
| Comunicaciones         | Ciudad de Guatemala | Guatemala      |
| Escuintla              | Escuintla           | Escuintla      |
| Municipal              | Ciudad de Guatemala | Guatemala      |
| Suchitepéquez          | Mazatenango         | Suchitepéquez  |
| Tipografía Nacional    | Ciudad de Guatemala | Guatemala      |
| Universidad            | Ciudad de Guatemala | Guatemala      |
| Xelajú Mario Camposeco | Quetzaltenango      | Quetzaltenango |

### Equipos por Departamento
| Departamento   | N.º | Equipos                                                                                |
| -------------- | --- | -------------------------------------------------------------------------------------- |
| Escuintla      | 1   | Escuintla                                                                              |
| Guatemala      | 6   | Aurora, Cementos Novella, Comunicaciones, Municipal, Tipografía Nacional, Universidad. |
| Quetzaltenango | 2   | América, Xelajú MC.                                                                    |
| Suchitepéquez  | 1   | Suchitepéquez                                                                          |

## Fase de clasificación
|  | Pos. | Equipos             | PJ | PG | PE | PP | GF | GC | Dif. | PTS | Clasificación                |
|  | ---- | ------------------- | -- | -- | -- | -- | -- | -- | ---- | --- | ---------------------------- |
|  | 1º   | Comunicaciones      | 18 | 13 | 4  | 1  | 33 | 9  | +24  | 30  | Octagonal por el campeonato  |
|  | 2º   | Aurora              | 18 | 13 | 4  | 1  | 42 | 10 | +32  | 30  | Octagonal por el campeonato  |
|  | 3º   | Cementos Novella    | 18 | 9  | 6  | 3  | 32 | 12 | +20  | 24  | Octagonal por el campeonato  |
|  | 4º   | Municipal           | 18 | 6  | 8  | 4  | 34 | 24 | +10  | 20  | Octagonal por el campeonato  |
|  | 5º   | Suchitepéquez       | 18 | 7  | 3  | 8  | 32 | 35 | -3   | 17  | Octagonal por el campeonato  |
|  | 6º   | Xelajú MC           | 18 | 7  | 3  | 8  | 28 | 30 | -2   | 17  | Octagonal por el campeonato  |
|  | 7º   | Tipografía Nacional | 18 | 6  | 4  | 8  | 20 | 24 | -4   | 16  | Octagonal por el campeonato  |
|  | 8º   | Universidad SC      | 18 | 3  | 5  | 10 | 15 | 34 | -19  | 11  | Octagonal por el campeonato  |
|  | 9°   | RGM Escuintla       | 18 | 4  | 2  | 12 | 23 | 47 | -24  | 10  | Hexagonal por la permanencia |
|  | 10º  | América Salcajá     | 18 | 1  | 3  | 14 | 10 | 44 | -34  | 5   | Hexagonal por la permanencia |
|  |      |                     |    |    |    |    |    |    |      |     |                              |

## Fase final

### Octagonal por el campeonato
|  | Pos. | Equipos                   | PJ | PG | PE | PP | GF | GC | Dif. | PTS | Clasificación                                                 |
|  | ---- | ------------------------- | -- | -- | -- | -- | -- | -- | ---- | --- | ------------------------------------------------------------- |
|  | 1º   | Comunicaciones            | 14 | 8  | 4  | 2  | 25 | 14 | +11  | 20  | Copa de Campeones Concacaf 1971 1ª Fase Copa Fraternidad 1971 |
|  | 2º   | Aurora                    | 14 | 7  | 5  | 2  | 23 | 11 | +12  | 19  | Copa de Campeones Concacaf 1971 2ª Fase                       |
|  | 3º   | Municipal                 | 14 | 7  | 4  | 3  | 29 | 17 | +18  | 18  |                                                               |
|  | 4º   | Xelajú MC                 | 14 | 7  | 4  | 3  | 23 | 17 | 6    | 18  |                                                               |
|  | 5º   | Cementos Novella          | 14 | 4  | 5  | 5  | 23 | 23 | 0    | 13  | Copa Fraternidad 1971                                         |
|  | 6º   | Suchitepéquez             | 14 | 3  | 5  | 6  | 10 | 18 | -8   | 11  |                                                               |
|  | 7º   | Tipografía Nacional       | 14 | 1  | 8  | 5  | 9  | 20 | +11  | 10  |                                                               |
|  | 8º   | Universidad de San Carlos | 14 | 1  | 1  | 12 | 10 | 32 | -22  | 3   |                                                               |
|  |      |                           |    |    |    |    |    |    |      |     |                                                               |

### Campeón
| Campeón Temporada 1970-71 |
| Comunicaciones 5º Título  |
| ------------------------- |

## Hexagonal por la permanencia
|  | Pos. | Equipos            | PJ | PG | PE | PP | GF | GC | Dif. | PTS | Clasificación                |
|  | ---- | ------------------ | -- | -- | -- | -- | -- | -- | ---- | --- | ---------------------------- |
|  | 5º   | RGM Escuintla      | 10 | 5  | 5  | 0  | 14 | 6  | +8   | 15  | Permanece en Liga Nacional   |
|  | 6º   | FEGUA              | 10 | 6  | 2  | 2  | 19 | 11 | +8   | 14  | Ascendido                    |
|  | 7º   | Juventud Retalteca | 10 | 4  | 5  | 1  | 11 | 9  | +2   | 13  | Permanece en Liga de Ascenso |
|  | 8º   | Juventud Católica  | 10 | 3  | 2  | 5  | 15 | 14 | +1   | 8   | Permanece en Liga de Ascenso |
|  | 9°   | América Salcajá    | 10 | 2  | 2  | 6  | 8  | 15 | -7   | 6   | Descendido                   |
|  | 10º  | Antigua Guatemala  | 10 | 1  | 2  | 7  | 11 | 23 | -12  | 4   | Permanece en Liga de Ascenso |
|  |      |                    |    |    |    |    |    |    |      |     |                              |